# Spoorlijn Saint-Pierre-du-Vauvray - Les Andelys
De Spoorlijn Saint-Pierre-du-Vauvray - Les Andelys was een Franse spoorlijn van Saint-Pierre-du-Vauvray naar Les Andelys. De lijn was 16,5 km lang en heeft als lijnnummer 343 000.

## Geschiedenis
De lijn werd aangelegd door de Compagnie des chemins de fer de l'Ouest en geopend op 31 mei 1896. Personenvervoer werd opgeheven op 31 juli 1939, kort na het uitbreken van de Tweede Wereldoorlog op 15 juni werd ook het goederenvervoer gestaakt. In 1942 werd de lijn door de Wehrmacht weer kortstondig geopend voor goederenvervoer tot het opblazen van de spoorbrug over de Seine in augustus 1944. Daarna is de lijn niet meer hersteld.

## Aansluitingen
In de volgende plaats was er een aansluiting op de volgende spoorlijnen:
Saint-Pierre-du-Vauvray
RFN 340 000, spoorlijn tussen Paris-Saint-Lazare en Le Havre
RFN 340 300, raccordement van Vaudreuil
RFN 376 000, spoorlijn tussen Saint-Pierre-du-Vauvray en Louviers